# Марокканская коммунистическая партия
Марокканская коммунистическая партия (МКП; араб.  الحزب الشيوعي المغربي ‎) — коммунистическая партия в Марокко, действовавшая в 1920—1968. На базе МКП в 1968 создана Партия освобождения и социализма, а в 1974 — Партия прогресса и социализма.

## История
Создана в ноябре 1943 на базе коммунистических групп, существовавших в Рабате и Касабланке с 1920-х. Партия выступила с призывом к марокканцам участвовать в активной борьбе с фашизмом и требовала предоставить Марокко независимость.
В апреле 1946 состоялся 1-й съезд МКП. Участники съезда обратились к народу Марокко с призывом объединиться в борьбе за независимость страны, за демократические свободы и улучшение положения трудящихся.
В августе 1946 МКП опубликовала манифест «За объединение и независимость Марокко», в котором говорилось о необходимости создания единого национального фронта.
II съезд МКП (апрель 1949) указал на тесную связь борьбы за национальную независимость с борьбой за мир, улучшение жизненных условий трудящихся и демократические права.
В начале 1950-х партия активизировала деятельность, наладила издание газет «La’Nation» и «L’Espoir» на французском и «Аль-Джамахир» («Массы») и «Хаят аш-Шааб» («Жизнь народа») на арабском языках. МКП критиковала французские колониальные власти за расстрел в декабре 1952 демонстрацию, проходившую под лозунгами отмены французского протектората над Марокко. За это в декабре 1952 генеральный резидент Франции в Марокко издал декрет о роспуске МКП. В результате начавшихся репрессий партийные многие деятели МКП убиты, посажены в тюрьмы или высланы из страны (среди последних оказался первый секретарь ЦК МКП Али Ята), а партийные газеты конфискованы.
Члены КПМ участвовали в вооруженной борьбе против французских колониальных властей в 1953—1956. В частности, в 1953 МКП участвовала в создании военизированной боевой организации «Чёрный полумесяц».
В 1956 после провозглашения независимости Марокко МКП выступала за вывод из Марокко иностранных войск и ликвидацию иностранных военных баз, укрепление национальной независимости, освобождение страны от влияния иностранных монополий, за национализацию банков, горнорудных компаний, проведение аграрной реформы, повышение жизненного уровня народных масс. Партия помогала алжирским борцам за независимость в ходе Войны за независимость Алжира (1954—1962).
С марта 1959 деятельность МКП осуществлялась легально, однако в сентябре 1959 марокканское правительство наложило временный запрет на деятельность МКП и возбудило против неё судебный процесс, окончившийся в феврале 1960 окончательным запрещением партии Верховным судом Рабата.
В октябре 1963 властями Марокко был арестован ряд высших руководителей МКП (Али Ята, Абдель Салима Буркия и Абдалла Лайаши), которые в результате международного давления и требований внутри страны в январе 1964 были освобождены под залог.
В начале 1966 МКП призвала все патриотические силы Марокко бороться за восстановление демократических свобод, установление единства левых сил, за переход страны на некапиталистический путь развития.
В июле 1968 на базе МКП была создана Партия освобождения и социализма (запрещена уже в 1969 году), а затем — Партия прогресса и социализма (легализована в 1974). Последняя ныне является одной из двух ведущих левых сил Марокко (наряду с Социалистическим союзом народных сил).

## Генеральные секретари МКП
- Леон Сольтан (1943—1945)
- Али Ята (1945—1968, далее — лидер ПОС и ППС)